# Нойручей
Нойручей — ручей в России, протекает по территории Вознесенского городского поселения Подпорожского района Ленинградской области. Длина ручья — 10 км.
Ручей впадает на высоте 76,2 м над уровнем моря в реку Кузру, в свою очередь, впадающую в реку Свирь.
В нижнем течении Нойручей пересекает трассу А215 («Лодейное Поле — Вытегра — Прокшино — Плесецк — Брин-Наволок»).
Населённые пункты на ручье отсутствуют.
Код объекта в государственном водном реестре — 01040100712202000011974.